# Vilemínina stěna

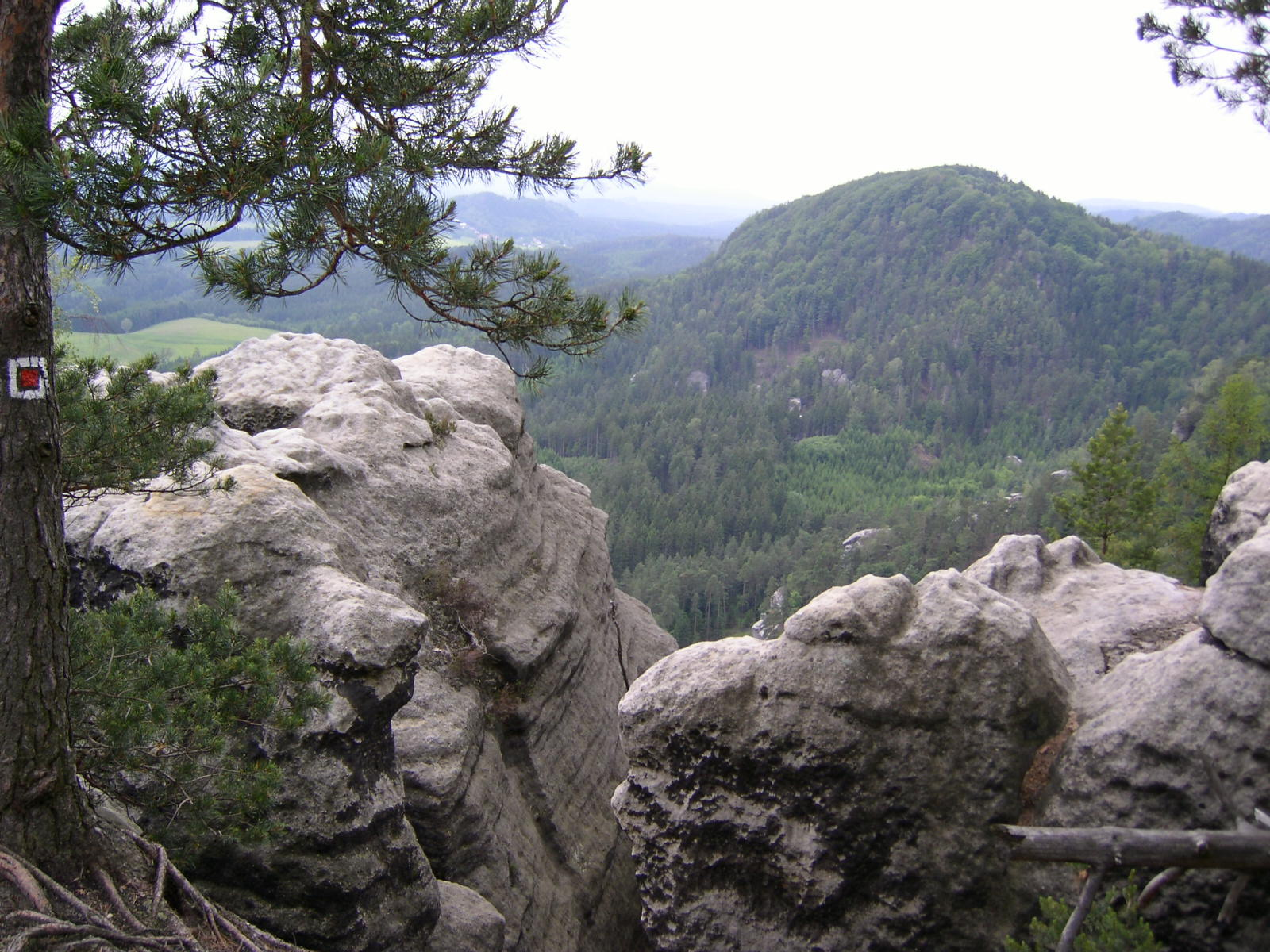
Blick von der Wilhelminenwand

Die  Vilemínina stěna (deutsch Wilhelminenwand) nahe Jetřichovice ist neben dem Marienfels einer der schönsten Aussichtspunkte der Böhmischen Schweiz in Tschechien.
Sie ist 439 m hoch und wurde im 19. Jahrhundert nach der Fürstin Wilhelmine Kinsky benannt. Vorher hieß sie „Schwarze Wand“ (Cerna Stena). Unterhalb befindet sich „Balzers Lager“ (Balzerovo lezeni) mit einer Inschrift: „Wer ist Meister? Der was ersann. Wer ist Gesell? Der was kann. Wer ist Lehrbursch? Jedermann.“ Die Inschrift wurde 1856 eingemeisselt und der Text ist von Johann Wolfgang von Goethe. Der Name „Balzers Lager“ geht auf die „Balz der Auerhühner“ und die hier früher übliche Beizjagd am Falkenstein zurück.